# Proteostrenia ochrispila
Proteostrenia ochrispila là một loài bướm đêm trong họ Geometridae.